# ナショナル・ローフ
ナショナル・ローフ（英語: National loaf）とは、全粒穀物を材料とし、カルシウムとビタミンを加えたパン。第二次世界大戦期のイギリスにおいて、パン製造業者連盟によって導入された。戦時中の精白小麦粉や砂糖の不足に対応すべく、ナショナル・ローフ（今日の茶色パンに似ている）は全粒粉を材料としていた。1942年に導入され、1956年10月に廃止された。
英政府と協働して、パン製造業者連盟は全粒粉パンの4つの調理法を発表した。これは、当時のイギリスで合法的にパンを製造する唯一の調理法となった。ナショナル・ローフは、灰色でぼそぼそした食感であり美味とは言えず、入手不可能となった白パンよりナショナル・ローフを好む人は7人に1人しかいなかった。英政府がナショナル・ローフ導入に拘ったのは、イギリスへの食糧輸送のスペースを節約できると共に、既存の備蓄小麦をより活用できるからであった。
1942年にバッキンガム宮殿を訪れたアメリカのファーストレディー、エレノア・ルーズベルトは「料理こそ金や銀の皿に盛り付けられたものの、パンはどこの家庭でも食べているような戦時の代用パンであった。」と記している。

## 関連記事
- Braine, Theresa (2020年4月12日). “British bakers have reintroduced World War II bread in fight against coronavirus”. New York Daily News 2020年4月13日閲覧。